# Palau i olympiska sommarspelen 2004
Palau i olympiska sommarspelen 2004 bestod av 4 idrottare som blivit uttagna av Palaus olympiska kommitté.

## Brottning
Grekisk-romersk stil, herrar 96 kg
- John Tarkong Jr.
  - Pool 3
    - Förlorade mot Genadi Chhaidze från Kirgizistan (0 - 10; 1:47)
    - Förlorade mot Kaloyan Dinchev från Bulgaria (0 - 11; 2:54)

  - 3:a i poolen, gick inte vidare (0 TP, 0 CP, 20:e totalt)

## Friidrott
Herrarnas 200 meter
- Russel Roman
  - Omgång 1: 24.89 s (8:a i heat 7, gick inte vidare, 53:a totalt)

Damernas 100 meter
- Ngerak Florencio
  - Omgång 1, 12.76 s (7:a i heat 3, gick inte vidare, T-53:a totalt) (Personbästa)